# AMP-69突擊步槍
AMP-69突擊步槍使用7.62×39毫米子弹。是AMD-65，AKM突击步枪的仿制版。

## 历史
1965年，匈牙利获得许可仿造AKM突击步枪，他们对步枪外形进行了修改，制成了AMD-65突击步枪，并也在这一年，匈牙利打算修改AMD-65，制造一种满足警察和国民警卫队使用的步枪，就是AMP-69。